# Psammotettix remanei
Psammotettix remanei är en insektsart som beskrevs av Orosz 1999. Psammotettix remanei ingår i släktet Psammotettix och familjen dvärgstritar. Inga underarter finns listade i Catalogue of Life.